# Jo De Coninck
Jo De Coninck (18 december 1956, Gent) is een Belgische politicus voor Open Vld en was burgemeester van Zomergem.

## Biografie
De Coninck studeerde rechten en criminologie aan de Universiteit van Gent. In 1980 behaalde hij beide diploma's en werd hij advocaat aan de balie in Gent. Hij ging werken op een advocatenkantoor.
De Coninck ging in de gemeentepolitiek en werd in 1983 gemeenteraadslid voor de PVV in de oppositie. Na de verkiezingen van 2000 kwam de VLD in de meerderheid en De Coninck werd begin 2001 burgemeester. Bij de verkiezingen van 2006 werd hij herverkozen.
Bij de verkiezingen van oktober 2012 behaalde de CD&V de meerderheid in Zomergem en Open Vld werd naar de oppositie verwezen.